# Parafia greckokatolicka Zwiastowania Najświętszej Maryi Panny w Świdnicy
Parafia greckokatolicka Zwiastowania Najświętszej Maryi Panny w Świdnicy – parafia greckokatolicka w Świdnicy. Parafia należy do eparchii wrocławsko-koszalińskiej i znajduje się na terenie dekanatu wrocławskiego.
Parafia została erygowana w 2017 roku. Nabożeństwa odbywają się w bocznym rzymskokatolickim kościele pw. Najświętszej Maryi Panny Królowej Polski.